# Harris Jayaraj

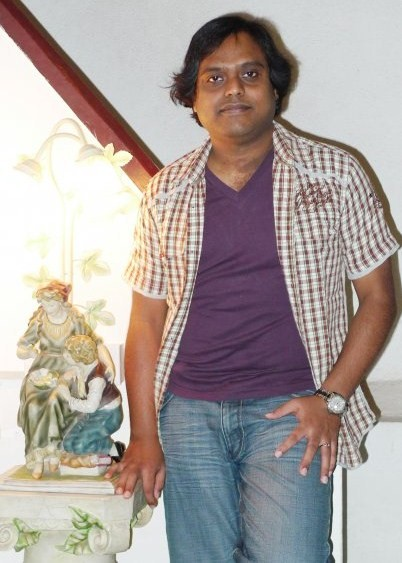
Harris Jayaraj

Harris Jayaraj, född 8 januari 1975 i Chennai, är en indisk filmmusikkompositör inom Kollywoodfilm. Han har skrivit filmmusik och soundtrack samt låtar som spelats i många tamilfilmer, samt även inom Tollywood och Bollywood. Han bor i Chennai, Tamil Nadu. Under en period på sex år har Jayaraj lyckats etablera sig som en av de ledande kompositörerna i södra Indien.

## Tidigt liv
Harris Jayaraj föddes i en kristen familj i Chennai, Tamil Nadu. Han studerade vid Krishnasamy Matric School i Chennai och studerade sedan musik i London, England. Hans far, S.M. Jayakumar, är filmgitarrist som senare blivit känd som indisk musiker och kompositör.

## Karriär
Jayaraj klev in i filmvärlden som filmmusikkompositör då han spelade keyboard i olika filmer. Han startade som kompositör genom att skriva reklamjinglar. Hans första filmscore skrev han för tamilfilmen Minnale (2001). Musiken blev väl mottagen och sången "Vaseegara" blev en hit och låg på singellistor i flera veckor. Han skrev senare musik för filmerna 12B och Majunu. Hans filmsånger blev återigen mycket populära. Hans första filmscore för hindifilm blev musiken för Rehna Hai Terre Dil Mein, en hindiversion av Minnale.
2005 skrev han musik till filmerna Anniyan och Ghajini. Låten "Sutrum Vizhi" från Ghajini blev, precis som "Vaseegara", mycket populär i Indien.
Han har även arbetat med många andra filmer, som Vettaiyadu Villaiyadu (2006) där sånger som "Nerrupae" blivit populära.

## Privatliv
Jayaraj är gift med Joyce och tillsammans har de en son som heter Samuel Nicholas. Hans far är nu en känd evangelistisk musiker.

## Trivia
Jayaraj har sagt att hans favoritkompositör är Hans Zimmer (som skrev filmmusiken till Gladiator) och M. S. Viswanathan.

## Filmografi
| ÅR   | Tamil                  | Telugu            | Hindi                          |
| ---- | ---------------------- | ----------------- | ------------------------------ |
| 2001 | Minnale                | Cheli             | Rehna Hai Tere Dil Mein (2001) |
| 2001 | 12B                    | 12B               |                                |
| 2001 | Majunu                 |                   |                                |
| 2002 | Leysa Leysa            |                   |                                |
| 2002 |                        | Vasu              |                                |
| 2002 | Samurai                | Samurai           |                                |
| 2003 | Saamy                  |                   |                                |
| 2003 | Arasatchi              |                   | judgement                      |
| 2003 | Kovil                  |                   |                                |
| 2003 | Kaaka Kaaka            | Gharshana (2004)  |                                |
| 2004 | Chellamae              | Prema Chadarangam |                                |
| 2004 | Arul                   | Arul              |                                |
| 2005 | Thotti Jaya            |                   |                                |
| 2005 | Ullam Ketkumae         | Preminchi Chudu   |                                |
| 2005 | Anniyan                | Aparichithudu     | Aparichit                      |
| 2005 | Ghajini                | Ghajini           |                                |
| 2006 | Vettaiyadu Villaiyadu  |                   |                                |
| 2006 |                        | Sainikudu         |                                |
| 2007 | Pachaikili Muthucharam |                   |                                |
| 2007 | Unnale Unnale          | Neevalle Neevalle |                                |
| 2007 |                        | Munna             |                                |
| 2007 | Bheema                 | Bheema            |                                |
| 2007 | Vaaranam Aayiram       |                   |                                |
| 2007 | Dhaam Dhoom            |                   |                                |